# Freundeskreis Kirmes und Freizeitparks
Der Freundeskreis Kirmes und Freizeitparks e. V. (FKF) ist der mitgliederstärkste Verein von Kirmes- und Freizeitparkbegeisterten im deutschsprachigen Raum. Der Verein wurde am 6. Dezember 1997 als Freundeskreis Freizeitparks e. V. auf dem Hamburger Winterdom von sieben Personen gegründet, aktuell liegt die Mitgliederzahl bei über 1.800 Personen, Freizeitparks und Herstellerfirmen. Ziele des Vereins sind neben gemeinsamen Besuchen von Festplätzen und Vergnügungsparks vor allem die „Dokumentation und Förderung der Kultur sowie des traditionellen Brauchtums von Volksfesten und Freizeitparks“.

## Allgemeines
Der Verein ist international aktiv; neben Deutschland kommen die Mitglieder auch aus Österreich, Schweiz, Luxemburg den Niederlanden, Belgien und Irland. Auch verschiedene Firmen, wie Hersteller von Vergnügungsanlagen, Schausteller und Freizeitparks, sind als Mitglied im FKF vertreten.
Vom FKF wird die Vereinszeitschrift „Park+Ride“ herausgegeben, in der Vereinsmitglieder über Themen aus dem Park- und Kirmesbereich berichten. Neben Berichten aus dem Vereinsleben umfasst dies auch technisch detaillierte Beschreibungen von Fahrgeschäften und geschichtliche Hintergründe.
Es werden jedes Jahr Treffen und Veranstaltungen in Freizeitparks und auf Festplätzen organisiert, einige davon regelmäßig seit vielen Jahren. Seit 2001 organisiert der Verein gemeinsam mit dem Movie Park Germany den „European Fanday“, bei dem Freizeitparkfans aus ganz Europa eingeladen sind teilzunehmen. Im Jahr 2009 nahmen fast 300 Personen teil. Ähnliches wird seit 2008 auch auf der Cranger Kirmes und 2013 erstmals auf der Allerheiligenkirmes in Soest organisiert. Weiterhin unternimmt der Verein seit 2004 mehrtägige Bus- und Flugreisen ins Ausland. Die Reisen führten bislang nach Belgien, Dänemark, Finnland, Frankreich, Andorra, Großbritannien, Italien, Norwegen, Österreich, Schweden und Ungarn sowie in Übersee bei zweiwöchigen Rundreisen durch verschiedene Bundesstaaten der USA und nach Kanada. An diesen Reisen nahmen jeweils etwa 50 Mitglieder teil.
Bei den Veranstaltungen wird Wert darauf gelegt, neben dem Vergnügungsaspekt auch einen Blick auf den geschichtlichen, technischen und organisatorischen Hintergrund zu werfen. Es werden deshalb oft technische Führungen und Gesprächsrunden mit Parkverantwortlichen oder Schaustellern organisiert. Weiterhin wurden auch mehrfach Werksbesichtigungen bei Herstellern von Vergnügungsanlagen und Baustellenbesichtigungen durchgeführt.
Seit 2002 ist der Verein auch regelmäßig mit einem Stand, unterstützt vom Deutschen Schaustellerbund, auf der Messe Interschau vertreten. Seit 2007 informiert der FKF im Rahmen des Historischen Jahrmarkts der Historischen Gesellschaft Deutscher Schausteller in der Jahrhunderthalle Bochum. 2012 fand erstmals ein Messeauftritt auf der von der IAAPA veranstalteten Euro Attractions Show in Berlin statt. 2014 wurde der Verein selbst Mitglied der IAAPA.
Seit 2015 organisiert der Verein die seitdem jährlich stattfindende FKF-Convention.
Im Rahmen eines Events übergab der FKF-Vorstand im September 2016 dem Attractiepark Slagharen die zweite Gedenktafel in Erinnerung an Thunder Loop.
Seit 2022 wird im Podcast „Freundescast“ über verschiedene Themen aus dem Verein und der Kirmes- und Freizeitparkbranche berichtet.

## FKF-Award
Seit 2004 vergibt der Verein jährlich für drei Neuheiten des jeweils vergangenen Jahres die Auszeichnung „FKF-Award“. Die Auszeichnung wurde bis 2018 ohne Kategorien vergeben. Seit dem Jahrgang 2018 wird je ein Preis in den Kategorien „Achterbahn“, „Freizeitpark (stationär)“ und „Kirmes (transportabel)“ vergeben. Für jeden Preisträger gibt es eine individuelle Begründung, die eine entsprechende Arbeitsgruppe aus den Mitgliedermeinungen generiert. Bei der Abstimmung unter allen Mitgliedern des Vereins kommt ein relationales Verfahren (ähnlich einer Condorcet-Methode) zum Einsatz. Der Preis ist geografisch auf den europäischen Kontinent beschränkt. Für den Jahrgang 2024 wurden ausnahmsweise total 4 FKF-Awards verliehen. Die Auswertung in der Kategorie Achterbahn war dermaßen knapp, dass zwei Preisträger erkoren wurden.
| Übersicht                                                     | Anzahl der Verleihungen | davon in Deutschland | davon außerhalb Deutschlands |
| ------------------------------------------------------------- | ----------------------- | -------------------- | ---------------------------- |
| Achterbahnen in Freizeitparks                                 | 35                      | 14                   | 21                           |
| Fahrgeschäfte, Dark-Rides und Themenbereiche in Freizeitparks | 19                      | 8                    | 11                           |
| Kirmes- und Volksfestattraktionen und -achterbahnen           | 9                       | 7                    | 2                            |
| Attraktionen außerhalb von Freizeitparks und Volksfesten      | 2                       | 2                    | 0                            |
| Shows in Freizeitparks                                        | 1                       | 0                    | 1                            |
| Insgesamt vergebene FKF-Awards (Stand: Februar 2025)          | 66                      | 31                   | 35                           |

| Jahr | Preisträger                                                                  | Standort    | Begründung |
| ---- | ---------------------------------------------------------------------------- | ----------- | --- |
| 2003 | Liseberg für Balder                                                          | Schweden    | Bis 1987 bot Liseberg seinen Besuchern das Erlebnis einer klassischen Holzachterbahn. In diesem Jahr gab es mit Balder die rasante Neuauflage in modernster Form. Man hat die Technik von Colossos, der Holzachterbahn im Heidepark, genommen und damit einen wilden Schienenknoten realisiert, in dem sich gleich zu Beginn der Fahrt die bis zu diesem Zeitpunkt weltsteilste Abfahrt aller Holzachterbahnen verbirgt. |
| 2003 | Six Flags Belgium (heute: Walibi Belgium) für Challenge of Tutankhamen       | Belgien     | Challenge of Tutankhamon bietet den Besuchern eine stimmige Themenfahrt, die durch Interaktivität zu Mehrfachfahrten einlädt. Die eigentliche Innovation, zumindest für Mitteleuropa, liegt aber im schienenlosen Transportsystem, das in der Lage ist, je nach Treffsicherheit der Fahrgäste verschiedene Wege zu wählen. |
| 2003 | Bonbonland und Gerstlauer für Vild-Svinet                                    | Dänemark    | Mit Vild-Svinet ist nicht nur der bislang rein auf Familien ausgerichtete originelle Freizeitpark Bonbonland neue Wege gegangen, sondern auch der Hersteller Gerstlauer. Besonders erwähnenswert ist dabei natürlich die erste Abfahrt, welche die erste überhaupt mit einem Gefälle von über 90° war. Aber auch die sonstige Technik und im Bonbonland traditionsgemäß die außergewöhnliche Gestaltung, wissen zu überzeugen. |
| 2004 | Toverland und Vekoma für Booster Bike                                        | Niederlande | Im November 2003 stellte Vekoma ein neuartiges Achterbahnkonzept vor. Bereits kurz darauf im nächsten Sommer war es verwirklicht und stand den Besuchern des aufstrebenden Toverlands zur Verfügung. Diese können nun den Ritt auf einem Motorrad mit all seinen Beschleunigungen inklusive des passenden Sounds dank der Innovationen erleben. |
| 2004 | Fårup Sommerland für Falken                                                  | Dänemark    | Das Fårup Sommerland hat zwölf Jahre um eine Holzachterbahn kämpfen müssen. Schlechte Dollarkurse und insbesondere behördliche Anordnungen haben das Projekt immer wieder scheitern lassen. Doch ans Aufgeben dachte der Park nicht und präsentiert seit der Saison 2004 eine schön in die Landschaft integrierte Holzachterbahn, die zeigt, wie spektakulär klassische Familienattraktionen sein können. |
| 2004 | Wild- und Freizeitpark Klotten für Klotticoaster                             | Deutschland | Bis vor kurzem war der Wild- und Freizeitpark Klotten nur ein kleiner regionaler Wild- und Freizeitpark, wie viele andere auch. Mit dem Bau des Klotticoasters stieß er in eine andere Liga vor und mittels der bereits geplanten Erweiterungen wird sich der Effekt noch weiter verstärken. Eine solche Weitsicht, nicht eine Attraktion alleine zu planen, sondern ein großes Erweiterungskonzept anzugehen, ist für einen Park diese Größenordnung bemerkenswert. |
| 2005 | Skyline Park und Maurer Söhne GmbH & Co. KG für Sky Wheel                    | Deutschland | Eine weitere Weltneuheit präsentierte 2005 der Skyline Park in Bad Wörishofen. Das neue Coasterfahrzeug von Maurer Söhne GmbH & Co. KG in Verbindung mit der innovativen Streckenführung des Skywheel bietet nie da gewesene Perspektiven aus einer Achterbahnchaise wie beispielsweise einen Lift, der im Überschlag endet. Ein weiterer Grund für die Auszeichnung ist die Möglichkeit, die Bahn problemlos zu erweitern. |
| 2005 | Fort Fun Abenteuerland und Josef Wiegand GmbH & Co KG für Trapper Silber     | Deutschland | Der Alpine Coaster ersetzt hervorragend die beiden abgebauten Sommerrodelbahnen. Mit innovativem Layout, Helices und vielen Sprüngen sowie einer ansprechenden Einbettung in die Landschaft hat das Fort Fun Abenteuerland eine sehr gute Familienattraktion geschaffen, die eine hohe Betriebssicherheit aufweist und viel Fahrspaß bietet. |
| 2005 | Toverland sowie Metallbau Emmeln GmbH & Co KG für Twist & Turn               | Niederlande | Eine Aussichtsfahrt, die Thrill bieten, aber auch ruhig verlaufen kann, über eine passende Größe für einen großen Indoor-Spielpark verfügt, günstig zu betreiben, sowie interaktiv und einzigartig ist: Das ist Twist & Turn im Toverland Sevenum, der im Jahr 2005 Premiere feierte. Eine schwungvolle aber gleichzeitig angenehme Fahrweise macht Twist & Turn ausgesprochen tauglich für alle Altersklassen und Karussellvorlieben. |
| 2006 | Disneyland Park Paris für Buzz Lightyear Laser Blast                         | Frankreich  | Mit Buzz Lightyear Laser Blast präsentiert Disney eine der derzeit interaktivsten Themenfahrten endlich auch in Europa. Auf der Mission, die Welt vor batteriehungrigen Robotern und das elektronische Spielzeug dieser Welt zu retten, können die Besucher nicht nur mit Laserwaffen den Schurken Zurg besiegen, sondern auch die Wagen selbst steuern. |
| 2006 | Phantasialand für Deep in Africa mit Black Mamba                             | Deutschland | Mit dem neuen Themenbereich „Deep in Africa“ hat das Phantasialand nicht nur seinen neuen Inverted Coaster ansprechend in Szene gesetzt, sondern zugleich ein weiteres kulturträchtiges Areal im Park geschaffen. Mit viel Liebe zum Detail und zahlreichen afrikanischen Artefakten macht das Phantasialand in dem Stil weiter, durch den es einst durch China Town berühmt wurde. Auch damals verstand man es, dem Besucher die Stimmung einer weit entfernten Kultur authentisch nahe zu bringen. Durch modernste Audiotechnik wird die perfekte Illusion hergestellt, mitten im Dschungel gelandet zu sein. „Deep in Africa“ bietet den Besuchern somit viel mehr, als nur eine nette Verpackung einer Achterbahn. |
| 2006 | Movieland Studios für U571                                                   | Italien     | Eine nahezu perfekte Kombination aus Simulation, Effekten, Show & Atmosphäre bietet seit 2006 U571. Inspiriert vom U-Boot-Film mit Jon Bon Jovi präsentieren die Movieland Studios eine faszinierende und extrem nasse U-Boot-Fahrt. Eine hervorragende, einmalige und mutige Simulation mit hohem Intensitätsgrad. |
| 2007 | Doppelmayr und Walibi Belgium für Vertigo                                    | Belgien     | Mit der Kombination aus Achterbahn und Seilbahn stellte Doppelmayr in Walibi Belgien ein ganz neues Konzept vor. Die hoch aufgeständerte Anlage überzeugt mit einem in dieser Form noch nicht bekannten Gefühl des Fluges in bis zu 55 Meter Höhe. Durch die nur mit Schoßbügeln ausgestatteten Sitze und die langen Streckenabschnitte ohne Stützen wird dies unterstützt. |
| 2007 | Phantasialand für Talocan                                                    | Deutschland | Die Europapremiere des Suspended Top Spin fand mit Talocan im Mai 2007 im Phantasialand statt. Hier wurde nicht einfach nur ein neues Fahrgeschäft präsentiert, sondern eine perfekte Inszenierung in einer aufwendig thematisierten Show mit Feuer-, Wasser- und Soundeffekten. So bietet Talocan nicht nur für den Mitfahrer ein aufregendes Fahrerlebnis, sondern auch für die Zuschauer einen echten Hingucker, eingebettet zwischen den bestehenden Themenwelten Mexico und Deep in Africa. |
| 2007 | Walt Disney Studios Park Paris für Crush's Coaster                           | Frankreich  | Die Kombination aus Spinning Coaster und Dark Ride im Walt Disney Studios Park in Paris vereint überzeugend die einzigartige Gestaltung des Themas „Findet Nemo“ und innovative Projektionstechnologien mit einer Achterbahnfahrt. Durch verschiedene Liftgeschwindigkeiten in Abstimmung zur erzählten Geschichte und die Fahrt durch den projizierten Wasserstrudel wird eine hervorragende Illusion „mitten im Geschehen zu sein“ geschaffen. |
| 2008 | Gerstlauer Amusement Rides für SkyRoller                                     | Deutschland | Durch die an den Einzelsitzen angebrachten Flügel des SkyRoller kann jeder Fahrgast seine Fahrt selbst bestimmen. Durch geschicktes Bewegen der Flügel kann die Gondel bis zum seitlichen Überschlag gebracht oder auch nur eine Schaukelbewegung beibehalten werden. |
| 2008 | Fårup Sommerland und Gerstlauer für Lynet                                    | Dänemark    | Die neuartige V-förmige Sitzanordnung der Wagen auf Gerstlauers erster Katapultstart-Achterbahn bietet eine bessere Aussicht für die hinten Sitzenden. |
| 2008 | Djurs Sommerland und Intamin für Piraten                                     | Dänemark    | Das neue Konzept, die Eigenschaften des Megacoasters auf geringer Grundfläche mit standardisiertem Layout unterzubringen, öffnet auch für kleinere Parks die Möglichkeit, eine solche Achterbahn zu realisieren. |
| 2009 | Europa-Park und Mack Rides für Blue Fire                                     | Deutschland | Neu entwickelte Züge und eine sanfte Schienenführung geben dem ersten Launch Coaster von Mack die Möglichkeit, spektakuläre Loopingfahrten einem breiten Publikum zu öffnen. |
| 2009 | Freizeitpark Plohn und Great Coasters International für El Toro              | Deutschland | Deutschlands erste Holzachterbahn von Great Coasters International fällt nicht nur durch eine rasante Fahrt, sondern insbesondere auch durch eine gute Integration in den Park zwischen vorhandenen Attraktionen auf. |
| 2009 | Steiger Achterbahn GmbH & Co KG für Teststrecke                              | Deutschland | Nach dem Weggang des Euro-Stars sahen die Schausteller Meyer-Rosenzweig die Chance, einen alten, komplett überholten, neugestalteten und mit neuen Zügen ausgestatteten Doppellooping von Schwarzkopf in Deutschland auf die Reise zu bringen. Deutschlands Kirmeslandschaft hat damit wieder eine Bereicherung erfahren. |
| 2010 | Schwabenpark und ZIERER Karusell- und Spezialmaschinenbau GmbH für Force One | Deutschland | Der Schwabenpark wurde mit dieser sehr schönen Familienbahn, welche auch für kleinere Kinder (90 cm) geeignet ist, bereichert. Die Bahn macht sehr viel Spaß und hat ein interessantes, abwechslungsreiches Layout. |
| 2010 | Fa. Schleifer für Eva's Fahrt ins Paradies                                   | Deutschland | Über 50 Jahre war diese Berg- und Talbahn aus dem Jahr 1939 in einer Halle eingelagert. Durch einen Zufall hat Toni Schleifer davon erfahren, das Geschäft erworben und in sieben Jahren das Karussell liebevoll und mit viel Respekt vor der Originalgestaltung restauriert. Bemerkenswert ist auch, wie die Familie Schleifer das Geschäft betreibt: Es wird rekommandiert mit einem Mikrophon aus alten Tagen und alle Mitarbeiter und Familienmitglieder sind stilgerecht gekleidet. Eine echte Bereicherung unserer Kirmesplätze nicht nur für Nostalgiefans, besonders für das Familienpublikum. |
| 2010 | Hansa-Park und Gerstlauer Amusement Rides für Fluch von Novgorod             | Deutschland | Mit dem Fluch von Novgorod präsentierte der Hansapark eine stimmige Mischung aus spannender Achterbahnfahrt und einer Geschichte aus der Zeit der Hanse. |
| 2011 | Phantasialand und 3DBA für Maus au Chocolat                                  | Deutschland | Das Phantasialand hat eine lange Themenfahrt-Tradition und zeigt mit der interaktiven Attraktion Maus au Chocolat, wie sich das Konzept in der Moderne darstellt. Überzeugende Kulissen, schon in der Warteschlange, und interaktiver Spielspaß laden die Besucher zu immer neuen Besuchen in der Berliner Tortenfabrik ein. |
| 2011 | Gröna Lund und Gravity Group für Twister                                     | Schweden    | Gröna Lund ist ein Synonym für Platzmangel. Doch das hielt die Parkbetreiber nicht ab, eine Holzachterbahn zu bauen. Gravity Group hatte die passenden Züge für enge Kurvenradien im Angebot und zirkelte eine unglaubliche Folge von kleinen Abfahrten und wilden Kurven auf das Dach der neuen Geisterbahn des Parks. |
| 2011 | Movie Park Germany und Gerstlauer Amusement Rides für Van Helsing’s Factory  | Deutschland | Den Erfolg der Halloween-Veranstaltungen hat sich der Movie Park bei der Konzeption der Neuheit von 2011 genauso zu Herzen genommen wie die allgemeine Beliebtheit der Achterbahnen. Das Ergebnis ist eine durchthematisierte Achterbahnfahrt mit Horrorthema, die auch vor der Verwendung von Spezialeffekten nicht Halt macht. Dabei bleibt die Kombination aus Geister- und Achterbahn immer noch ein Vergnügen für die ganze Familie. |
| 2012 | Disneyland Paris für Disney Dreams                                           | Frankreich  | Einzigartige Show in Europa mit dem gleichzeitigen Einsatz von Feuerfontänen, Wasserfontänen, Waterscreen, Feuerwerk und Video Mapping. |
| 2012 | Fa. Fellerhoff für Geisterstadt                                              | Deutschland | Nach der Premiere im letzten Jahr hat die Schaustellerfamilie gezeigt, dass eine eher unbekannte Bahn binnen kürzester Zeit ein absoluter Volksfestmagnet wird. Die weltweit in einer Geisterbahn einzigartigen Figuren und die Aufmachung als „Wolf im Schafspelz“ mit einer eher unscheinbaren und altbackenen Front und High-Tech im Inneren sind herausragend. |
| 2012 | Port Aventura und Bolliger & Mabillard für Shambhala                         | Spanien     | Ansprechend verpackt und mit tollen Fahrfiguren versehen präsentierte PortAventura in diesem Jahr den neuen Rekordhalter in Sachen Höhe in einem europäischen Freizeitpark. Und nicht nur Fans zeigen sich begeistert von den tollen Fahreigenschaften des B&M-Coasters. |

1. ↑  Der SkyRoller stand bei seiner Premiere 2008 im Deutschen Museum in München und wurde anschließend in den Freizeitpark Belantis bei Leipzig umgesetzt. Dort läuft er bis heute unter dem Namen Götterflug.

| Jahr | Preisträger                                                                         | Standort                                                   | Begründung |
| ---- | ----------------------------------------------------------------------------------- | ---------------------------------------------------------- | --- |
| 2013 | Djurs Sommerland und Intamin für Juvelen                                            | Dänemark                                                   | Intamin und das Djurs Sommerland haben mit Juvelen eine wahre Spaßmaschine gebaut, welche auch als familienfreundliche Achterbahn durch die Launchstrecken für ausreichend Thrill sorgt. Die Thematisierung und das bodennahe Layout wissen zu überzeugen und sorgen für ein stimmiges Gesamtkonzept. |
| 2013 | Erlebnispark Tripsdrill und Gerstlauer für Karacho                                  | Deutschland                                                | Karacho ist eine gelungene Weiterentwicklung des Euro-Fighters. Die Bahn bietet durch ein interessantes Layout und ihren 4 Inversionen selbst auf relativ kleiner Grundfläche ein geniales Fahrerlebnis sowie genügend Abwechslung und Action, so dass auch Jugendliche und sogenannte „Thrillrider“ für den Park als Zielgruppen gewonnen werden konnten. |
| 2013 | Toverland und IMAscore für Magische Vallei                                          | Niederlande                                                | Mit dem Magischen Vallei hat das Toverland einen neuen Themenbereich geschaffen, der ein stimmiges Gesamtkonzept und -erlebnis bildet, wodurch sich der Park zunehmend zu einem ausgewachsenen Themenpark entwickelt. D'wervelwind begeistert durch den stimmigen Onboard-Sound und die Integration in das Magische Vallei. Das Magische Vallei besticht mit seiner detaillierten Gestaltung, der Musik von IMAscore und der gelungenen Auswahl an Fahrattraktionen. |
| 2014 | Europa-Park und Mack Rides für Arthur                                               | Deutschland                                                | Der Europa-Park bietet in seinem nach den Filmen von Luc Besson gestalteten neuen Themenbereich eine Fahrt auf einem innovativen Ridesystem mit der Kombination von Elementen einer Achterbahn und einer interaktiven Themenfahrt. |
| 2014 | Liseberg und Mack Rides für Helix                                                   | Schweden                                                   | Helix setzt als Achterbahn in Europa neue Maßstäbe. Sie ist mit ihrer Lage auf dem Hügel hervorragend in die Landschaft integriert und bietet entgegen dem aktuellen Trend eine lange Fahrerfahrung mit vielen Elementen. Nach der atemberaubenden Abfahrt aus der Station wechseln sich Launchstrecken, Hochgeschwindigkeitskurven, intensive Airtime-Hügel und Überkopfelemente ab und lassen den Fahrgast nicht zur Ruhe kommen. |
| 2014 | Bayern-Park für Thaolon                                                             | Deutschland                                                | Durch die Kombination der Elemente Vertikal- und Themenfahrt bietet der Bayernpark ein interessantes neues Konzept. |
| 2015 | Grusellabyrinth NRW                                                                 | Deutschland                                                | Das Grusellabyrinth ist eine begehbare Gruselshow mit liebevollem Theming und überzeugenden Schauspielern. Die Location in dem alten Zechengebäude passt perfekt. |
| 2015 | Freizeitpark Plohn und Mack Rides für Miniwah und das Geheimnis von Gold Creek City | Deutschland                                                | Miniwah ist ein familientauglicher, voll thematisierter Powered Coaster, mit dem man mehrere Runden fahren muss, um alle Details zu entdecken. |
| 2015 | Hansa-Park und Gerstlauer Amusement Rides für Der Schwur des Kärnan                 | Deutschland                                                | Auch wenn die Thematisierung noch nicht fertiggestellt ist, begeistert die Bahn schon jetzt durch ein außergewöhnliches Layout. Einen besonderen Nervenkitzel bietet Kärnan durch das Freefall-Element. |
| 2016 | Europa-Park Rust für den Themenbereich Irland                                       | Deutschland                                                | Der neue Themenbereich im Europa Park bietet etwas für die ganze Familie. |
| 2016 | Kolmården für die Achterbahn Wildfire                                               | Schweden                                                   | Die erste Bahn von Rocky Mountain Construction außerhalb der USA bietet ein einzigartiges Erlebnis. Wildfire fügt sich mit einem perfekten Layout unglaublich schön in die Landschaft des Parks ein. Die Bahn zieht von Anfang bis Ende ihr Tempo durch. |
| 2016 | Phantasialand für die Themenwelt Klugheim                                           | Deutschland                                                | Klugheim ist ein Themenbereich auf Weltklasse-Niveau. Der Besucher steht nicht neben vor oder hinter den beiden Achterbahnen, sondern er steht mittendrin. Taron macht von vorne bis hinten Spaß, bei einer tollen Streckenlänge und mit super bequemen und dabei auch noch toll aussehenden Zügen. Die Launches sind knackig und durch die hohe Geschwindigkeit und die vielen Richtungswechsel ist die Fahrt keine Sekunde langweilig. Raik ist für eine Familienachterbahn sehr rasant und ebenso schön eingebettet in den Bereich. |
| 2017 | Slagharen und Gerstlauer Amusement Rides für Gold Rush                              | Niederlande                                                | Slagharen hat in Zusammenarbeit mit Gerstlauer Amusement Rides eine Katapultachterbahn als würdigen Ersatz für den Schwarzkopf-Klassiker Looping Star geschaffen. |
| 2017 | Legendia und Vekoma für Lech Coaster                                                | Polen                                                      | Der älteste Freizeitpark in Polen, welcher sich im Jahr 2017 in Legendia umbenannt hat, hat mit dem Lech Coaster eine herausragende Investition getätigt. |
| 2017 | Efteling für Symbolica                                                              | Niederlande                                                | Efteling baute mit Symbolica einen herausragenden Darkride mit interaktiven Elementen und mehreren Fahrstrecken. |
| 2018 | Energylandia für Hyperion                                                           | Polen                                                      | Intamin hat mit dieser Bahn das Energylandia, das bisher eher in der Kategorie „kurios was da so passiert“ war, auf die europäische, wenn nicht sogar globale Achterbahnlandkarte gepackt. Die Bahn ist europäischer Rekordhalter bei Achterbahnen mit klassischem Lift und (trotz des Rekords) ein Knüller vor dem Herrn. Eine Weiterentwicklung des klassischen Hypercoasters mit neuen aufregenden Elementen, floating und ejecting Airtime, tollen Kurvenkombinationen und einem bodennahen Hochgeschwindigkeitsfest zum Ende. Die Gestaltung ist für den Park ein großer Schritt nach vorne und würde in den meisten Parks gut dastehen. |
| 2018 | Movieland Studios für Pangea                                                        | Italien                                                    | Mit Pangea hat das Movieland wieder eine seiner typischen einzigartigen Attraktionen geschaffen, die es so kein zweites Mal gibt. In frei lenkbaren Jeeps ohne Führungsschiene steuern die Besucher in den Dino-Dschungel und auf ihrer Expedition an vielen Gefahren und Abenteuern vorbei. Durch die geschickte Ausnutzung der natürlichen Topographie entführt die Attraktion die Gäste in ferne Welten und lässt sie die Nähe zu Freizeit- und Wasserpark vergessen. |
| 2018 | Patrick Greier für Dr. Archibald                                                    | Deutschland                                                | Patrick Greier hat mit seinem mehrere Jahre dauernden Umbau der alten Mack-Bahn aus den 1970er Jahren das Konzept der Geisterbahn ins neue Jahrtausend geholt. Der Einbau einer Pre- und Postshow hebt das Konzept der transportablen Themenfahrt auf Parkniveau, die selbst entwickelte VR-Technik ermöglicht dem Fahrgast eine Zeitreise wie sie vorher auf der Kirmes nicht möglich war. Die Fahrt führt durch eine Fabrik zu den Dinosauriern, durch einen verwunschenen Wald und natürlich auch wieder zurück in die Realität. |
| 2019 | Walibi Holland für Untamed                                                          | Niederlande                                                | Der Freizeitpark Walibi Holland nutzt für Untamed die Struktur seiner alten Holzachterbahn Robin Hood. Die Schienen jedoch wurden durch das IBox-System des amerikanischen Herstellers Rocky Mountain Construction ersetzt und die Achterbahn bekam ein neues Layout. |
| 2019 | PortAventura für Sesame Street: Street Mission                                      | Spanien                                                    | Sesame Street: Street Mission ist eine interaktive Themenfahrt mit den Figuren aus der Sesamstraße. Der Hersteller Sally Corporation konzipierte und stattete die Attraktion aus, ETF Ride Systems baute das Fahrsystem. |
| 2019 | Schausteller Otten/Otten-Roels für Dance Mix                                        | Niederlande                                                | Die abwechslungsreiche Überkopfattraktion ist der Prototyp des Models X-Drive von Herstellers Kroon Machinebouw Groep |
| 2020 | Schausteller Niek Moonen für Toxic                                                  | Niederlande                                                | Den FKF-Award in der Kategorie Kirmes hat sich der niederländische Schausteller Niek Moonen für das Fahrgeschäft Toxic verdient. Der Speed Flip von Moser's Rides reiste bis vor einigen Jahren unter einem anderen Schausteller und war seither eingelagert. Das technisch überholte, neu-thematisierte und sehr wilde Fahrgeschäft sorgt garantiert für viel Stimmung auf jedem Festplatz. |
| 2020 | Erlebnispark Tripsdrill für Hals-Über-Kopf                                          | Deutschland                                                | Über den zweiten FKF-Award darf sich der Erlebnispark Tripsdrill freuen. Der von dem niederländischen Hersteller Vekoma gebaute Suspended Thrill Coaster Hals-über-Kopf gewann in der Kategorie Achterbahn. Vier Inversionen und verschiedene Kreuzungen mit dem damals zeitgleich eröffneten Family Boomerang Volldampf garantieren viel Spaß für Jung und Alt! |
| 2020 | Phantasialand für Rookburgh                                                         | Deutschland                                                | In der Kategorie Parkattraktion hat das Phantasialand mit der neuen Steampunk-Themenwelt Rookburgh gewonnen. Highlight des äußerst immersiven Bereiches ist ein Flying Coaster des Herstellers Vekoma. Zu der Themenwelt gehört außerdem ein Hotel mit einer Bar, ein Restaurant, eine Schokoladenmanufaktur und ein Sandwich-Verkaufsstand. Das einmalige Gesamterlebnis wusste die Vereinsmitglieder zu begeistern. |
| 2021 | Tivoli Gardens für Villa Vendetta                                                   | Dänemark                                                   | Über den Award in der Kategorie Parkattraktion darf sich der Freizeitpark Tivoli Gardens freuen. In der ausgezeichneten Attraktion Villa Vendetta begegnen die Gäste auf dem 150 Meter langen Weg durch die Gruselvilla allerlei merkwürdigen Gestalten und Kreaturen. |
| 2021 | Plopsaland de Panne für The Ride to Happiness                                       | Belgien                                                    | Der Award in der Kategorie Achterbahn wird an Ride to Happiness by Tomorrowland im belgischen Plopsaland de Panne verliehen. Die vom deutschen Hersteller Mack Rides gebaute Anlage des Typs Xtreme Spinning Coaster überzeugt durch zwei Katapultstarts, fünf Inversionen und ein rundes Gesamtkonzept mit dem Lizenzpartner Tomorrowland. |
| 2021 |                                                                                     | In der Kategorie Mobiles/Kirmes wurde kein Award vergeben. | |
| 2022 | Schausteller Lutz Köhrmann für Escape – Flight Of Fear                              | Deutschland                                                | Den FKF-Award in der Kategorie Kirmes hat sich der Schausteller Lutz Köhrmann für das Fahrgeschäft Escape – Flight of Fear verdient. Das Geschäft des Typs Escape des niederländischen Herstellers Mondial ist seit 2022 auf den Festplätzen anzutreffen. Es überzeugt durch eine detaillierte und liebevolle Gestaltung und ist garantiert ein Highlight auf jedem Festplatz. |
| 2022 | Gardaland für Jumanji – The Adventure                                               | Italien                                                    | Über den FKF-Award in der Kategorie Parkattraktion darf sich das italienische Gardaland freuen. In der ausgezeichneten Attraktion Jumanji – the Adventure des Herstellers Oceaneering dreht sich auf der 287 Meter langen Strecke alles um ein Abenteuer aus dem gleichnamigen Actionfilm. |
| 2022 | Fårup Sommerland für Fønix                                                          | Dänemark                                                   | Der FKF ehrt in der Kategorie Achterbahn Fønix im dänischen Fårup Sommerland mit einem FKF-Award. Die 900 Meter lange, 40 Meter hohe und 95 km/h schnelle Achterbahn des Models Wildcat des Herstellers Vekoma beeindruckte die Mitglieder des Vereins mit einem actiongeladenen, abwechslungs- und temporeichen Layout. |

| Jahr | Preisträger                                                  | Standort    | Begründung |
| ---- | ------------------------------------------------------------ | ----------- | --- |
| 2023 | Schausteller Harry P.E. Bruch mit dem Fahrgeschäft Excalibur | Deutschland | Den FKF-Award in der Kategorie Kirmes hat sich der Schausteller Harry P.E. Bruch mit dem Fahrgeschäft Excalibur verdient. Seit 2023 reist der Schausteller mit der Attraktion des Typs XXL des niederländischen Herstellers KMG Rides über die Festplätze. 20 Personen können mit der rundum thematisierten Riesenschaukel auf bis zu 47 Metern durch die Lüfte fliegen – ein Highlight für jedes Volksfest |
| 2023 | Movie Park Germany für Movie Park’s Hollywood Christmas      | Deutschland | Über den FKF-Award, verliehen in der Kategorie Parkneuheit, darf sich der Movie Park Germany mit Movie Park’s Hollywood Christmas freuen. In der erstmals durchgeführten Wintersaison präsentierte sich der Freizeitpark in Bottrop in einem amerikanisch-weihnachtlichen Gewand. |
| 2023 | Parc Astérix für Toutatis                                    | Frankreich  | Der FKF ehrt in der Kategorie Achterbahn Toutatis im französischen Parc Astérix mit einem FKF-Award. Die über 1000 Meter lange, 51 Meter hohe und 107 km/h schnelle Achterbahn mit vier Katapultstarts des Liechtensteiner Achterbahnherstellers Intamin weist ein actiongeladenes und temporeiches Layout auf. Zusammen mit dem neu errichteten Bereich “Festival Toutatis” beeindruckt Frankreichs höchste und schnellste Achterbahn die Mitglieder des Vereins.                                                |
| 2024 | Schausteller Familie Fackler mit dem Fahrgeschäft Evolution  | Deutschland | Den FKF-Award in der Kategorie Kirmes hat sich die Schaustellerfamilie Fackler mit dem Fahrgeschäft Evolution - Flight Beyond Imagination verdient. Der erste Speed 32 des niederländischen Herstellers KMG in deutscher Hand hatte seine Premiere am 22. März 2024 auf dem Hamburger Dom und begeistert seitdem Fahrgäste in großer Höhe auf Festplätzen in ganz Deutschland. |
| 2024 | Efteling für Danse Macabre                                   | Niederlande | Der FKF-Award für die beste Parkneuheit geht an den niederländischen Freizeitpark Efteling für die Attraktion Danse Macabre. Das weltweit einzigartige Dynamic Motion Stage-Fahrsystem von Intamin Amusement Rides ermöglicht ein immersives Erlebnis, das Bewegungen und Showelemente kombiniert |
| 2024 | Jaderpark für Ziegelblitz & Emerald Park                     | Deutschland | Dieses Jahr gibt es zwei Gewinner in dieser Kategorie. Prämiert wird der Ziegelblitz im Jaderpark in Niedersachsen. Dieser Bobsled Coaster aus dem Hause Gerstlauer Amusement Rides hat unsere Mitglieder durch ein innovatives Layout überzeugt, das die gesamte Familie ansprichtund verbindet dieses mit der detailverliebten Gestaltung als Ziegelei mit einer Geschichte, die neue Pfade geht und viel Lokalkolorit mitbringt.                                                                               |
| 2024 | Emerald Park für Na Fianna Force                             | Irland      | Dieses Jahr gibt es zwei Gewinner in dieser Kategorie. Ebenfalls ausgezeichnet wird Na Fianna Force im Themenbereich „Tír na nÓg“ des Emerald Park in Irland. Der Park hat eine moderne Hängeachterbahn gebaut, die mit hohem Fahrkomfort durch ihre Elementkombination fliegt und dabei eine abwechslungsreiche Fahrt aus einem Guss bietet, die mit dem Rest des neuen Themenbereichs interagiert. Der Suspended Thrill Coaster des Herstellers Vekoma Rides ist die perfekte Hardwarebasis für dieses Erlebnis |

## Ehrungen
Der Freundeskreis Kirmes und Freizeitparks ehrt im Rahmen seiner Vereinstätigkeit in unregelmäßigen Abständen Freizeitparks für besondere Leistungen, beispielsweise für den Einsatz zum Erhalt von traditionsreichen Fahrgeschäften oder für Meilensteine in der europäischen Achterbahngeschichte und Vergnügungsindustrie. Weiterhin pflegt der FKF mit diversen Parks Baumpatenschaften, um Jubiläen oder langjährige Kooperationen zu würdigen. Ebenso vergibt der Verein Ehrenmitgliedschaften an wegweisende Personen der Branche, wie auch an Privatpersonen für besonderes Engagement.

### Gedenktafeln
| Freizeitpark            | Datum      | Verleihungsgrund                                                                              |
| ----------------------- | ---------- | --------------------------------------------------------------------------------------------- |
| Holiday Park            | 18.10.2014 | Superwirbel als erste moderne Achterbahn mit zweifachem Überschlag in Deutschland             |
| Attractiepark Slagharen | 16.09.2016 | Thunder Loop als historisches Looping-Star-Modell und erste Loopingachterbahn der Niederlande |
| De Waarbeek             | 20.04.2024 | Zum 100-jährigen Bestehen des Freizeitparks.                                                  |

### Baumpatenschaften
| Freizeitpark             | Pflanzdatum | Baumart                                             | Standort                                                     |
| ------------------------ | ----------- | --------------------------------------------------- | ------------------------------------------------------------ |
| Fort Fun Abenteuerland   | 28.04.2007  | Rotblättriger Spitzahorn (Acer platanoides)         | Berghang vor ehemaliger Brücke der Parkeisenbahn             |
| Movie Park Germany       | 11.08.2007  | Rotblättriger Spitzahorn (Acer platanoides)         | Eingang Nickland/Nähe Wasserbahn (Doras Big River Adventure) |
| Erlebnispark Tripsdrill  | 05.09.2009  | Sommerlinde (Tilia platyphyllos)                    | Hinter Waschzuber-Rafting, Richtung Karacho                  |
| Sea Life Abenteuer Park  | 06.04.2013  | Fächer-Ahorn (Acer palmatum)                        | Zwischen Kiosk und Grillhütte                                |
| Rasti-Land               | 28.06.2014  | Amberbaum „Gum Ball“ (Liquidambar Styraciflua)      | Hinter Autoskooter unterhalb des Historischen Jahrmarkts     |
| Hansa-Park               | 20.05.2017  | Japanische Blütenkirsche (Prunus serulata ‘Kanzan’) | Am Hansa-Garten                                              |
| Grusellabyrinth NRW      | 14.10.2017  | Hänge-Blutbuche (Fagus sylvatica 'Rohan Weeping')   | Gegenüber dem Haupteingang                                   |
| potts park               | 26.05.2019  | Harlekinweide (Salix integra 'Hakuro Nishiki')      | Zwischen Kiddy-Racer und POTZI Blick                         |
| Holiday Park             | 16.07.2022  | Blutahorn (Acer platanoides 'Royal Red')            | Auf dem Platz bei Sky Scream                                 |
| Fort Fun Abenteuerland   | 22.04.2023  | Kaisererle (Alnus glutinosa imperialis)             | Eingangsbereich der Yakari-Erlebniswelt                      |
| Freizeitpark Plohn       | 03.06.2023  | Hainbuche (Carpinus betulus)                        | Bei der Pferdereitbahn Max & Moritz                          |
| Freizeit-Land Geiselwind | 12.07.2025  | Kräuselmyrte (Lagerströmia Indica "Rubra")          | Zwischen Kroko Rodeo und der Eismanufraktur                  |

### Ehrenmitgliedschaften
| Person           | Verleihung      |
| ---------------- | --------------- |
| Jens-Uwe Kupka   | vor 2001        |
| Werner Stengel   | 7. Oktober 2001 |
| Ralph Latotzki   | 16. Mai 2008    |
| Inge Bruch       | 14. Juli 2018   |
| Jakob Wahl       | 2022            |
| Christian Ahuis  | 2023            |
| Hagen Hiersemann | 2024            |
| Stefan Peck      | 2024            |

## FKF-Convention
Die seit 2015 jährlich stattfindende FKF-Convention bietet Fans und Interessierten, aber auch Nicht-Mitgliedern des Vereins, Einblicke in Themen der Achterbahn-, Freizeitpark- und Kirmeswelt. Der Verein stellt das Programm mit einer Mischung von Rednern aus der Fan-Szene und dem Verein, wie auch aus der Branche zusammen. Ziel ist eine Vernetzung und die Weitergabe von Wissen und kuriosen Geschichten rund um die Themenwelten, mit denen sich der Verein beschäftigt. Die FKF-Convention findet – in Anlehnung an die No-Coaster-Convention der American Coaster Enthusiasts – in der sogenannten „Off-Season“, wenn die meisten Freizeitparks geschlossen sind, statt. Die 5. FKF-Convention 2019 war nach elf Tagen ausverkauft. Im Rahmen dieser Veranstaltung verkündigte der FKF e. V. Düsseldorf nach vier Jahren zu verlassen und gab bekannt, die 6. FKF-Convention 2020 in Kooperation mit dem Europa-Park Rust im dazugehörigen Hotel-Resort zu veranstalten.
Die sechste Ausgabe der FKF-Convention fand im Hotel Colosseo des Europa Parks statt. Erstmalig bot sich die Möglichkeit, neben den spannenden Vorträgen, auch eine Führung durch einen Freizeitpark ins Programm zu nehmen. Als weiteres Highlight konnte am Vortag der FKF-Convention der neue Wasserpark Rulantica besucht werden.
Aufgrund der Einschränkungen, in Bezug zur Covid-19-Pandemie, konnte die FKF-Convention im Jahr 2021 nicht als Präsenzveranstaltung durchgeführt werden. Die Ersatzveranstaltung, ein kostenloses Livestream-Event, verfolgten über 500 Kirmes- und Freizeitparkbegeisterte.
Die achte Ausgabe im Jahr 2022 fand wieder in gewohnter Art und Weise statt, im Wunderland Kalkar trafen sich über 200 Kirmes- und Freizeitparkbegeisterte.
Einen Abstecher ins Heide Park Resort machte die FKF-Convention 2023. Knapp 250 Teilnehmer besuchten die Veranstaltung.
Die zehnte FKF-Convention wurde im März 2024 wieder im Europa-Park in Rust durchgeführt. Diesmal waren über 300 Kirmes- und Freizeitparkbegeisterte anwesend. Die Veranstaltung war in weniger als einer Stunde ausverkauft.
die 11. FKF-Convention fand im Wunderland Kalkar statt, rund 340 Teilnehmer waren dabei.
| Ausgabe | Veranstaltungsdatum  | Veranstaltungsort                                           | Redner und Themen |  |
| ------- | -------------------- | ----------------------------------------------------------- | --- |  |
| 1       | 14. März 2015        | alt.A, Essen                                                | Ralph Latotzki: Ausländische Volksfeste; Xaver Willebrand und Andreas Kübler von IMAscore: Scheitern, um zu lernen<; Holger Schliemann: Geschichte des Grusellabyrinths; Prof. Thomas Wagner: VR-Coaster |  |
| 2       | 20. Februar 2016     | sipgate GmbH, Düsseldorf                                    | Eric Christopher Straube: Geschichte(n) der Inszenierung von populärer Kultur auf deutschen Volksfesten; Sven Lakemeier: Podcasts als alternative Form des Reiseberichts; Kevin Hoffmann: Rekommandeur; Ralph Latotzki: Luna Parks an europäischen Küsten; Xaver Willebrand und Andreas Kübler von IMAscore: Audioproduktionen für Freizeitparks; Alex Korting: Theme Park Design; Tobias Niepel: Coaster-Jeopardy (Spielformat) |  |
| 3       | 4.–5. Februar 2017   | sipgate GmbH, Düsseldorf                                    | Christian Ahuis und Sascha Budde von und über Mov(e)motions; Felix Fritz vom TÜV Süd über die Arbeit in der Abteilung Fliegende Bauten; Andre Blunck: Anton Schwarzkopf; Eric Christopher Straube: Wasser marsch! Die Geschichte vom freiwilligen nass werden; Ralph Latotzki: Gravity – Lost & Found; Bruno Baumeister: (Freizeitpark-)Reisen nach Japan; Michael Bierhahn von ExitGames Stuttgart: Escape Games; Tobias Niepel: Coaster-Jeopardy! (Spielformat) – anschließende Party mit DJ; (Der angekündigte Vortrag von Michael Badelt von intya Fresh Ideas! entfiel.) |  |
| 4       | 27.–28. Januar 2018  | sipgate GmbH, Düsseldorf                                    | Frank Benda: Industrie 4.0 und die Zukunft der Freizeitparks; Henrik Pott: Geschichte des Potts Park; Ralph Latotzki: Damals & heute; Tobias Niepel und Eric Christopher Straube: Coaster-Jeopardy! (Spielformat); Tim Herre: Kirmes-Geschichte(n) (Ersatzvortrag); Sebastian Jonas: Phantasialand-Geschichte(n) (Ersatzvortrag); Manuel Prossotowicz (Marketing & Sales und Brand Development Leiter im Movie Park Germany): How to bring attractions from screen to alive – The pros and cons of IP related attractions (Der Vortrag wurde auf Deutsch gehalten.); Tobias Otten: 3D-Modelle und Entstehung von virtuellen Achterbahnen; (Die angekündigten Vorträge von Stefan Holtman von Vekoma Rides Manufacturing BV und Eric Christopher Straube entfielen und werden laut Verein 2019 nachgeholt.) |  |
| 5       | 9.–10. Februar 2019  | sipgate GmbH, Düsseldorf                                    | Holger Schliemann: Über die Geschichte des Grusellabyrinth NRW; Ralph Latotzki: Von Spook-A-Rama zu Phobiarama; Tessa Massen und Tobias Scherrers (Toverland): Entstehung von Port Laguna, Avalon und Fenix; Bruno Baumeister: Reisen in den Osten; Tobias und Florian Otten: 3D-Modelle und 3D-Druck von Achterbahnmodellen; Manuel Prossotowicz: Halloween im Movie Park Germany; Daniel Hilpert: Kirmesfahrgeschäfte in No Limits 2 |  |
| 6       | 25.–26. Januar 2020  | Hotel Colosseo, Europa-Park Rust Hotel Resort, Rust (Baden) | Jan Söhlmacher: 15 Jahre Boo-Crew; Ralph Latotzki: Geschichten aus New York City; Patrick Marx: Aus dem Tagebuch eines Eurosat-Umbaus; Tobias Niepel: Blamieren oder Triumphieren; Maurice Kremer & Joschka Gewald: Layout-Entwicklung und Simulationen bei Mack Rides; Jens Dumschat: Warum Licht nicht nur hell macht, im Disneyland Paris; Stefan Senger: FKF-Award-Gewinner; Stephan Gadow: Rulantica; Mike Schneider: Statische Berechnung von Holzachterbahnen |  |
| 7       | 30. Januar 2021      | Online-Ausgabe Aufgrund Pandemie                            | Bastian Lampe: Tipps und Tricks für eine gut laufende Achterbahn; Marcus Preis: Ein (Aus-)Blick auf die Kirmes; Sven Riegel: From Sketch to Reality; Janick Burghardt: Miniatur-Achterbahnschienen; Stefan Senger: FKF-Award-Gewinner; Eric Christopher Straube: Das generische Maskulinum der Freizeitparkszene; Tobias Niepel: Convention-Quiz |  |
| 8       | 12.–13. Februar 2022 | Wunderland Kalkar                                           | Ralph Latotzki: Midways; Daniel Schoppen von Intamin: Story Coaster; Tobias Schiermer: Freizeitpark_Das_Spiel; Albert Ritter vom DSB: Schaustellerei während der Corona-Pandemie; Han Groot Obbink vom Wunderland Kalkar; Das Wunderland-Kalkar; Tobias Niepel: Convention-Quiz; Sven Riegel: The Greatest Story World; Bastian Lampe vom Ritter Rost Magic Park Verden; Warum Fahrgeschäfte während ihrer gesamten Lebensdauer sicher sind; Bruno Baumeister; Eine Reise nach China |  |
| 9       | 4.–5. Februar 2023   | Abenteuerhotel, Heide Park Resort                           | Xaver Willebrand: IMAmotion (IMAscore); Ralph Latotzki: Transportable Achterbahnen; Christian Schuh & Alexander Rostkowski: Miniatur Wunderland; Tobias Niepel: Convention-Quiz; Heinrich Cordes: Cordes Holzbau; Niels Vollmers & Kai Schulte: Heide Park World; Hendrik Wiegand & Miro Gronau: Wiegand |  |
| 10      | 2.–3. März 2024      | Hotel Colosseo, Europa-Park Rust Hotel Resort, Rust (Baden) | Lars L. Hartmann von Huss Park Attractions: Firmengeschichte Huss Rides; Ralph Latotzki: Back to the 90s; Patrick Marx von Mack One: Von V wie Voletarium bis V wie Voltron; Tobias Niepel: Convention-Quiz; Florian Feimann von der Meyer Werft: Freizeitparks auf See; Sascha Budde von ART Engineering: Firmengeschichte Art Engineering; Jasmin Dietrich vom Europa-Park: Animatronics |  |
| 11      | 1.–2. Februar 2025   | Wunderland Kalkar                                           | Ralph Latotzki: Walk Through-Geschäfte; Marten Foppen: Wunderland Kalkar; Albert und Amy Kroon: KMG Rides; Tobias Niepel: Convention-Quiz; Bruno Baumeister: Kirmessen auf sechs Kontinenten; Eric Christopher Straube: Panorama-Park Sauerland Wildpark; Manuel Prossotowicz: Movie Park Germany Hollywood Christmas |  |

## Publikationen
Neben verschiedenen Merchandisingprodukten gibt der FKF die Vereinszeitschrift „Park+Ride“ heraus. Sie erscheint unregelmäßig mehrfach pro Jahr. Zu den Ausgaben zählen auch diverse Sonderausgaben, die sich einzelnen Themen widmen. Darunter waren ein Heft zur Geschichte des Phantasialand, „Vergangene Vergnügungen“ zu heute geschlossenen Vergnügungsparks, drei Ausgaben „Achterplan“ zu Achterbahnen, „Aquaplan“ zu Wasserfahrgeschäften und „Dark+Ride“ zum Thema Dark Rides. 2015 wurde eine Aufstellung sämtlicher in den Jahren 2013 und 2014 in Deutschland in Betrieb befindlicher Überkopfrundfahrgeschäfte publiziert.
| Jahr | Ausgabe(n)    | Sonderausgaben/Themenhefte                                                           |
| ---- | ------------- | ------------------------------------------------------------------------------------ |
| 1998 | 1–6           |                                                                                      |
| 1999 | 7–12          |                                                                                      |
| 2000 | 13–18         |                                                                                      |
| 2001 | 19–24         | #24: AchterPlan                                                                      |
| 2002 | 25–30         | #29: Vom Märchenwald zu River Quest (Die Chronik zum 35. Jubiläum des Phantasialand) |
| 2003 | 31–36         |                                                                                      |
| 2004 | 37–41, 49     | #49: AquaPlan                                                                        |
| 2005 | 42–46         |                                                                                      |
| 2006 | 47–48 & 50–53 | #47 Dark+Ride #52: Movie-Park&Ride                                                   |
| 2007 | 54–58         | #54: AchterPlan² – Europas Holzachterbahnen                                          |
| 2008 | 59–63         | #61: AchterPlan³                                                                     |
| 2009 | 64–66         |                                                                                      |
| 2010 | 67–68         | #67: Spezialausgabe FKF #68: Bummel über den Rummel                                  |
| 2011 | 69–70         | #69: Halloweenausgabe #70: Hinter den Kulissen                                       |
| 2012 | 71            | #71: Holiday + Ride                                                                  |
| 2013 | 72–74         | #72: Theming + Illusions #73: Vergangene Vergnügen                                   |
| 2014 | 75–76         |                                                                                      |
| 2015 | 77–78         | #77: Zensus Überkopfrundfahrgeschäfte                                                |
| 2016 | 79–80         | #79: Spinning Rapids Rides                                                           |
| 2017 | 81–82         | #82: Geisterbahnen                                                                   |
| 2018 | 83            | #83: Vergangene Vergnügen 2                                                          |
| 2019 | 84–85         |                                                                                      |
| 2020 | 86–87         | #86: Nordamerikanische Rundfahrgeschäfte                                             |
| 2021 | 88-90         | #88: Deutsche Fahrgeschäftshistorie: Rapids Rides                                    |
| 2022 | 91            | #91: 25 Jahre FKF e. V.                                                              |
| 2023 | 92            |                                                                                      |
| 2024 | 93            |                                                                                      |

1. ↑  Die August-Ausgabe 1999 (#11) erschien erst im Oktober 1999.
2. ↑  2004 erschien AquaPlan ohne Ausgabennummer und wurde 2006 nachträglich mit der Nummer 49 bezeichnet, damit Ausgabe #50 die richtige Jubiläumsnummerierung bekam.